# Oberonia claviloba
Oberonia claviloba är en orkidéart som beskrevs av Jayaw. Oberonia claviloba ingår i släktet Oberonia och familjen orkidéer. Inga underarter finns listade i Catalogue of Life.